# Tossal Roig (Torrebesses)
El Tossal Roig és una muntanya de 338 metres que es troba al municipi de Torrebesses, a la comarca catalana del Segrià.
Al cim podem trobar-hi un vèrtex geodèsic (referència 252123001).